# Cinara mordvilkoi
Cinara mordvilkoi är en insektsart. Cinara mordvilkoi ingår i släktet Cinara och familjen långrörsbladlöss. Inga underarter finns listade i Catalogue of Life.